# Skalní rytiny v Tanum
Skalní rytiny v Tanum (švédsky Hällristningsområdet i Tanum) je název jedné ze švédských kulturních památek chráněných UNESCEM. Jedná se o soubor petroglyfů v blízkosti obce Tanumshede v kraji Västra Götaland na půli cesty mezi Oslem a Göteborgem. Jsou jedinečnou uměleckou památkou díky jejich vysokému množství a pestrosti motivů (lidi, zvířata, zbraně, lodě a další symboly). Odhalují život a víru lidí obývajících skandinávský region v době bronzové. Jejich pozoruhodnost spočívá v jejich velikém počtu a vynikající kvalitě a zachovalosti. Ve srovnání s jinými podobnými lokalitami jsou rytiny v Tanum výjimečné díky tomu, že jejich pravděpodobným účelem bylo předávat poselství o životě a kosmologii autorů, což potvrzuje jejich roli jako míst konání bohoslužeb a uctívání kultu. 

## Galerie

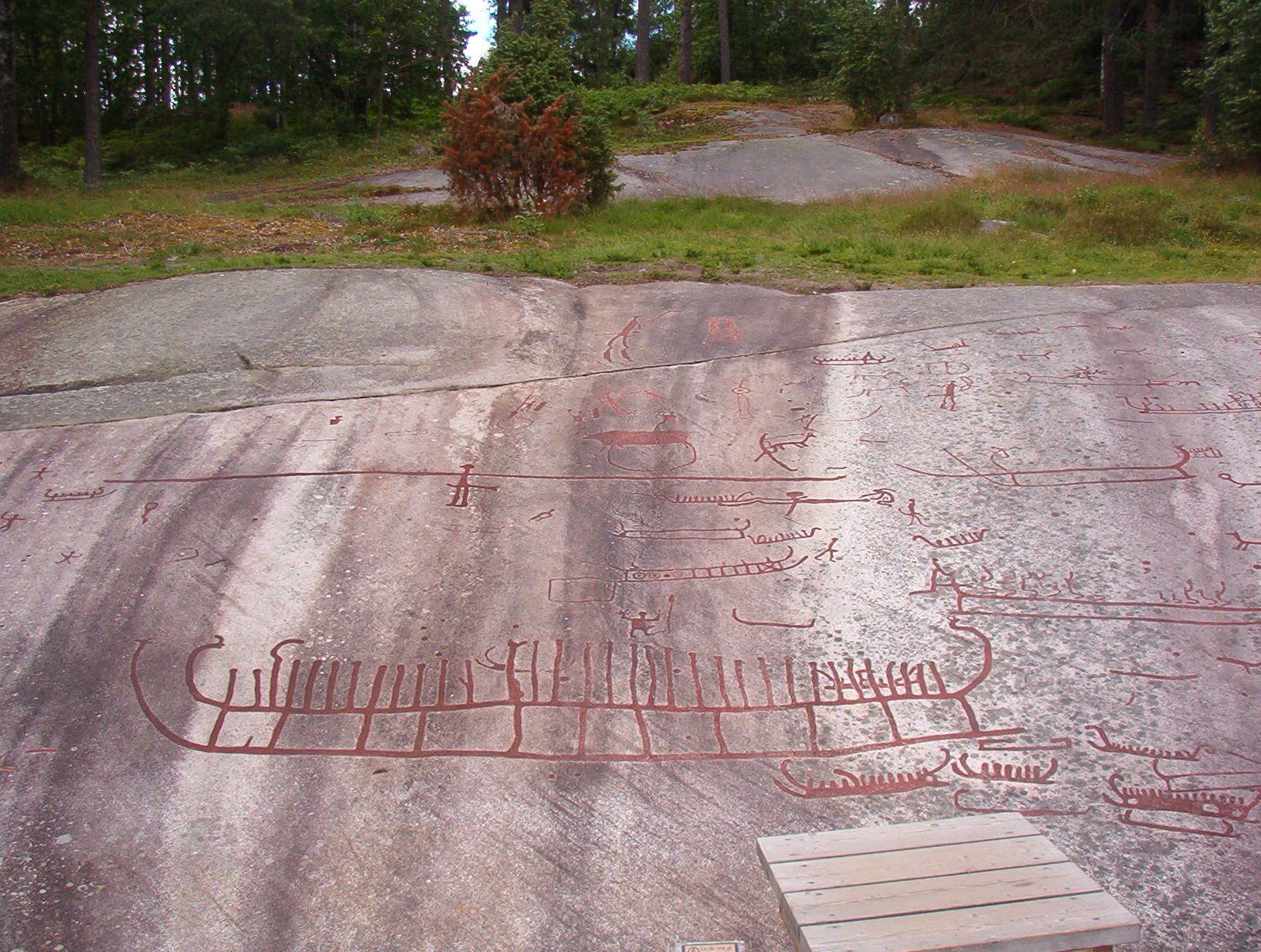
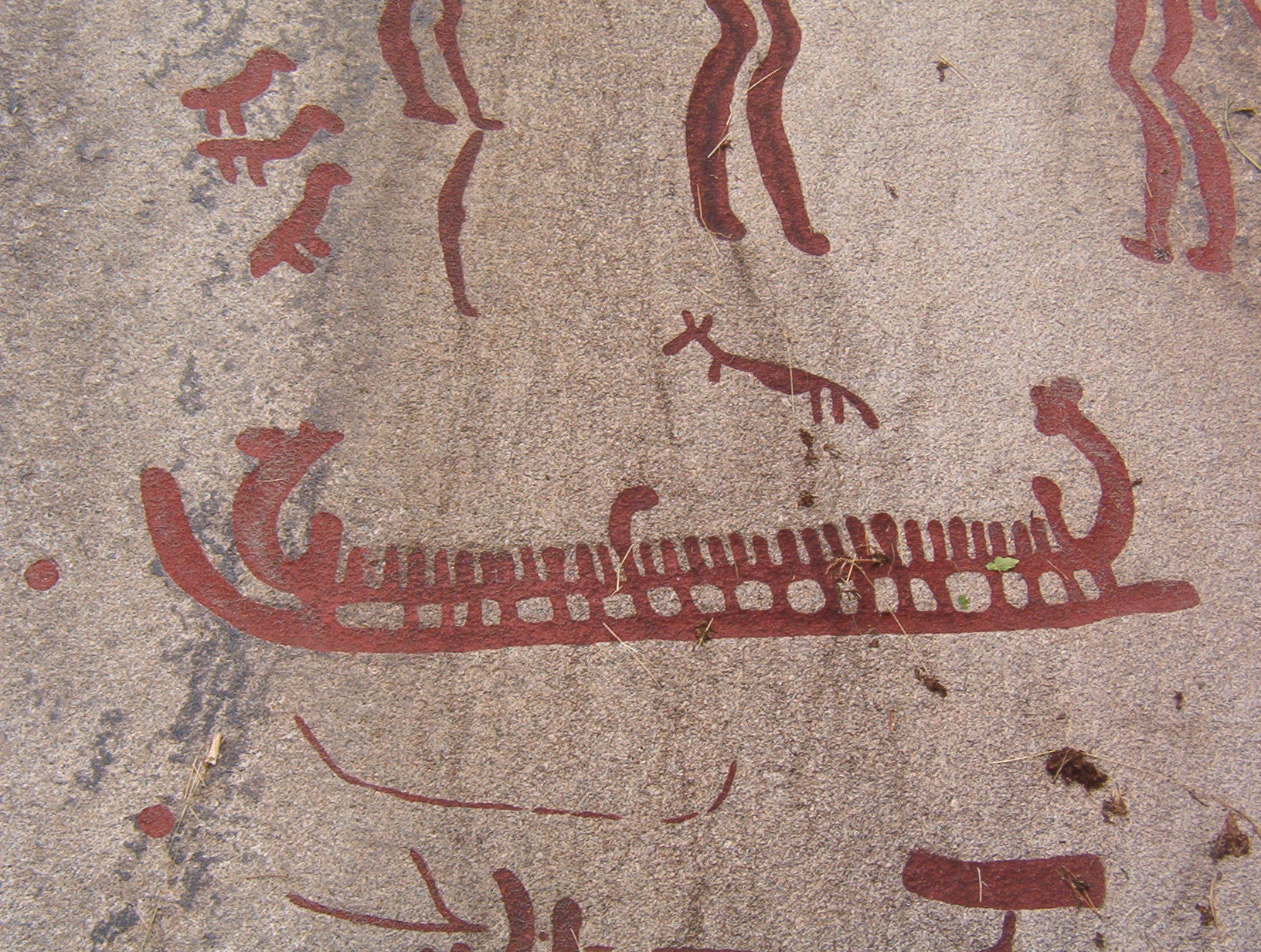
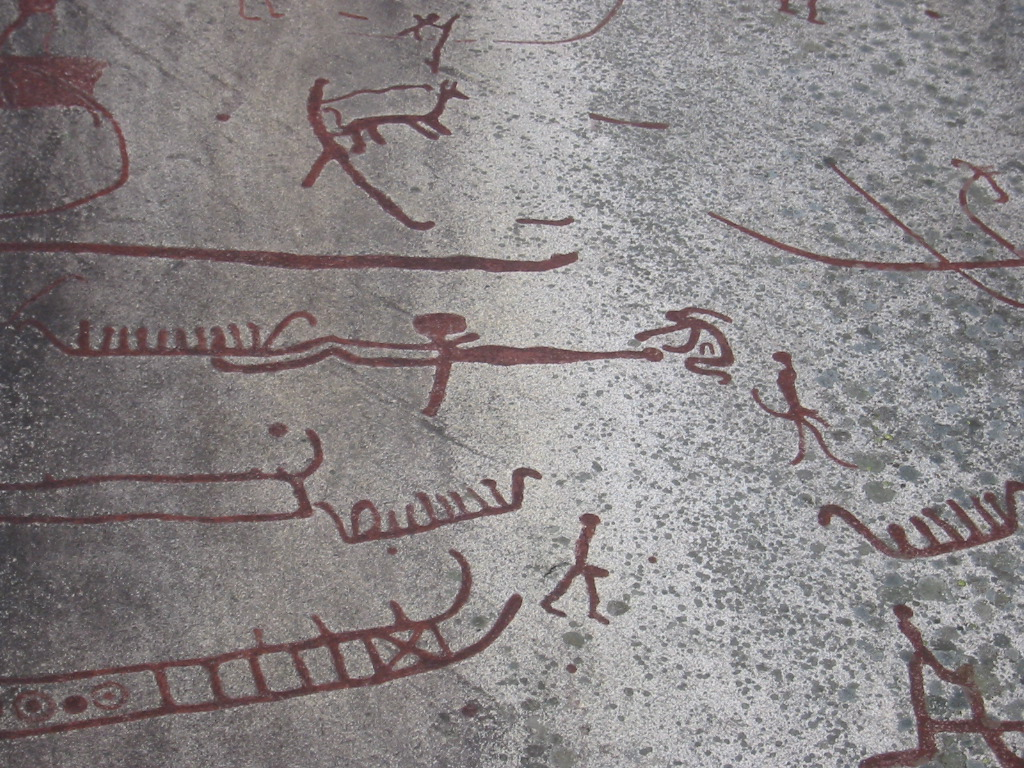
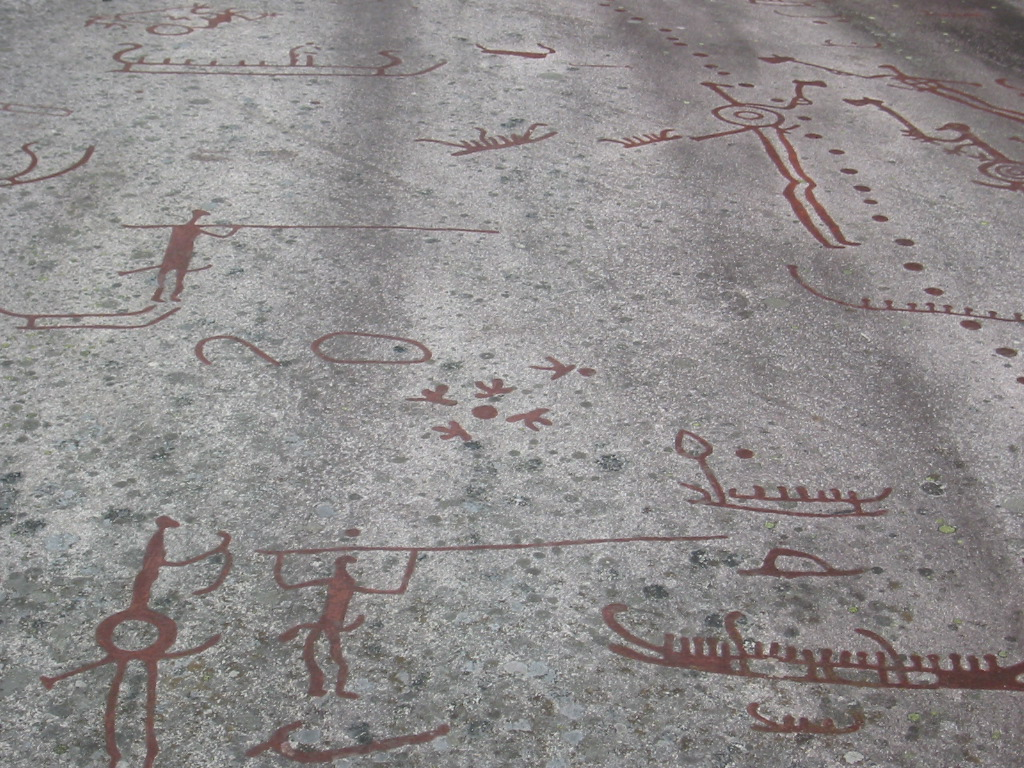
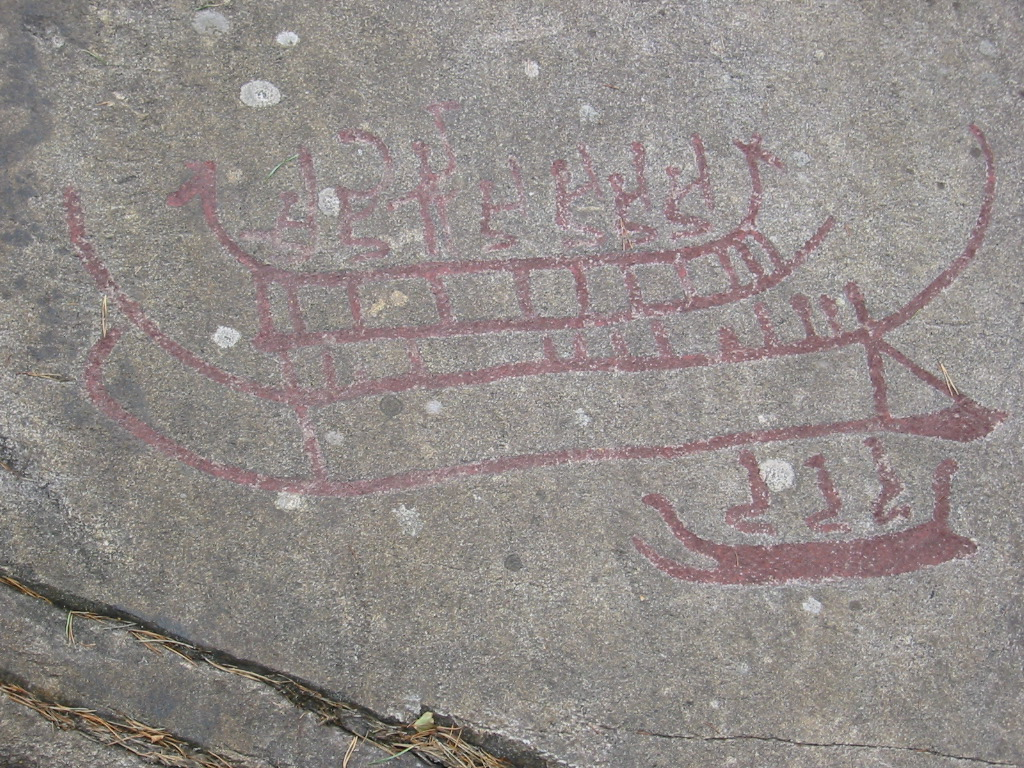
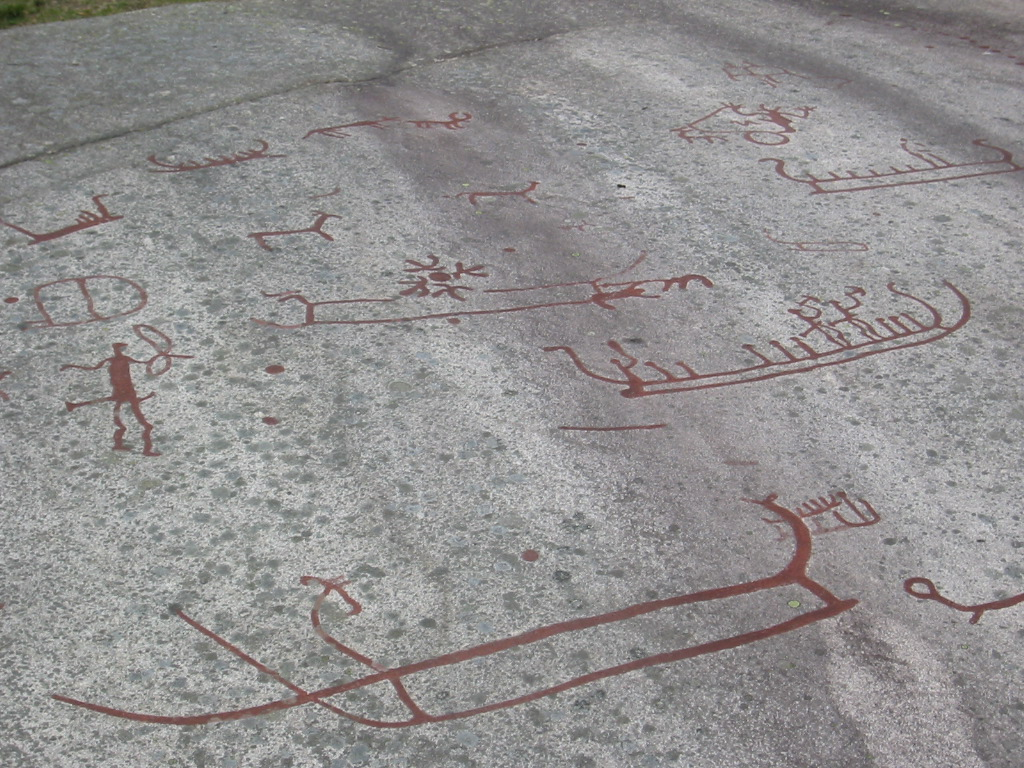
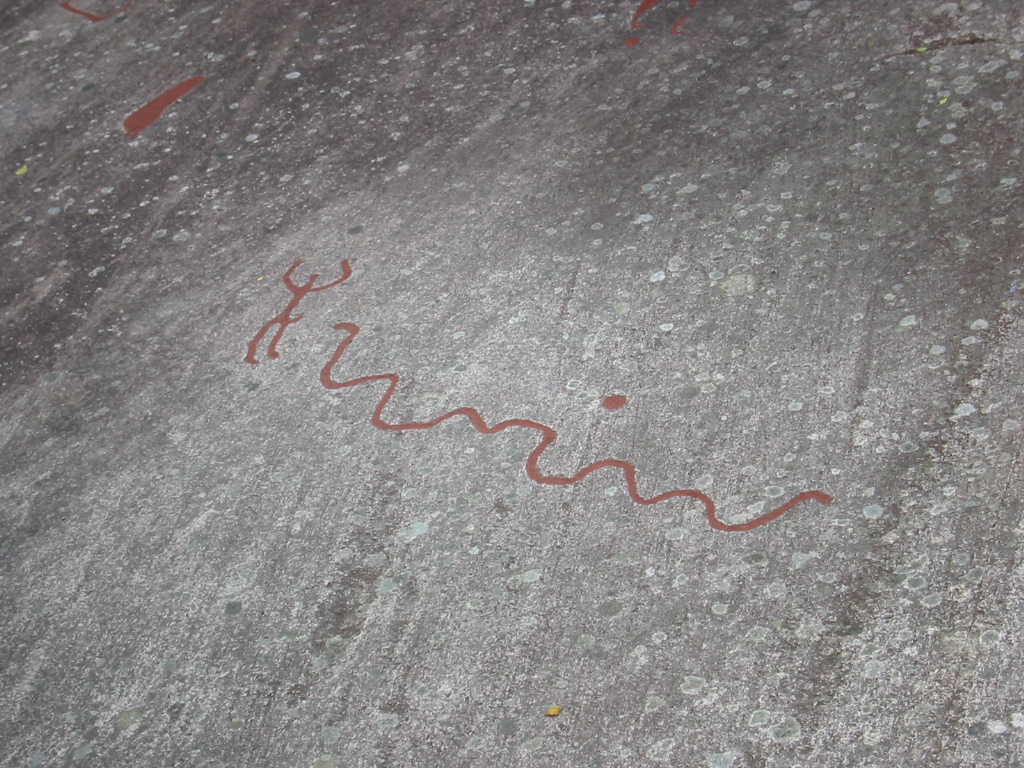
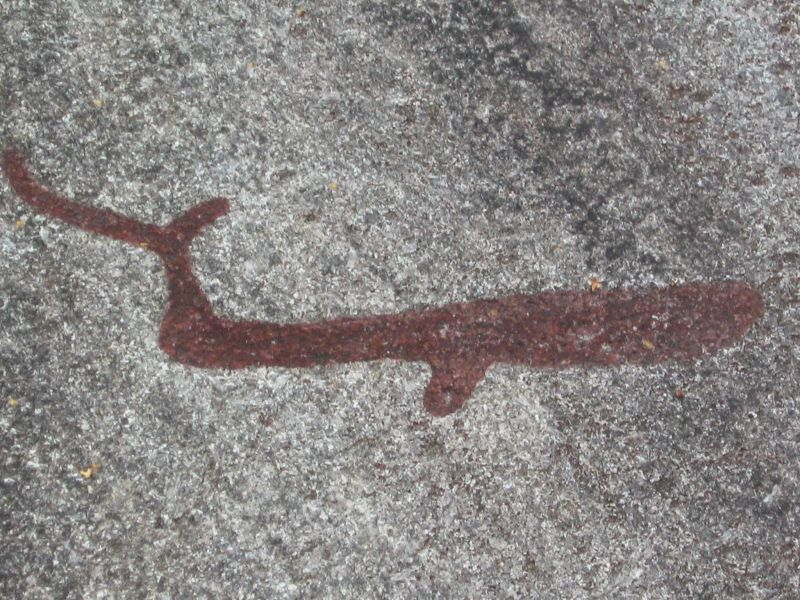
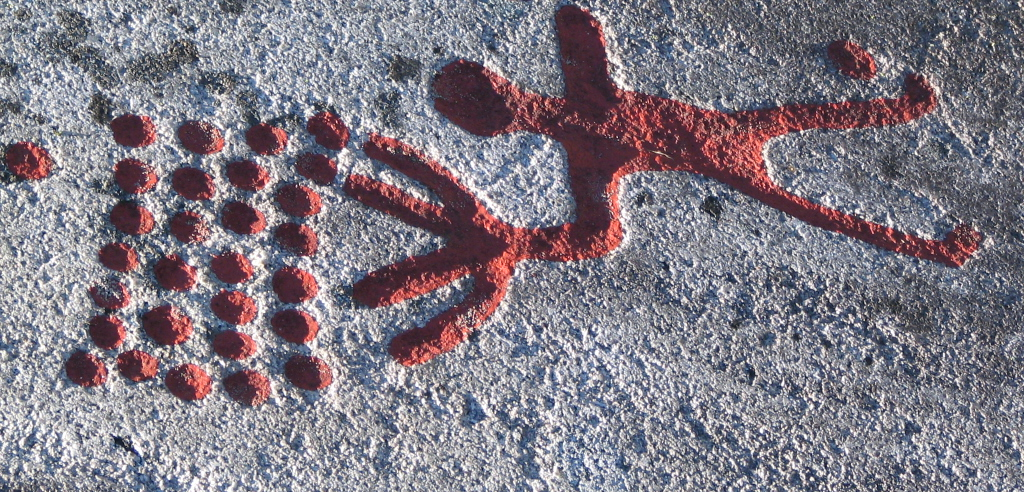